# Agroholding Avangard
Die Agroholding Avangard (Avangardco Investments Public Ltd) ist ein ukrainischer Agrarkonzern mit operativem Hauptsitz in Kiew, der auf die Produktion und Vermarktung von Eiern und Eiprodukten (Eipulver) spezialisiert ist. Mit einem Bestand von 18,6 Millionen Legehennen, 6,3 Milliarden gelegten Eiern und über 21.000 produzierten Tonnen Trockenei (eigene Angaben, Stand jeweils 2014) ist die Avangard-Gruppe der größte Eierproduzent Europas. Gemessen an der Zahl Legehennen war Avangard zum Stichtag 1. Januar 2012 der zweitgrößte Eierproduzent der Welt hinter dem US-amerikanischen Unternehmen Cal-Maine. In der Ukraine ist Avangard nach eigenen Angaben einer der größten Unternehmen der Agrarindustrie und der größte industrielle Eierproduzent mit einem Marktanteil von 49 %. Die Produkte werden in zahlreiche Länder im Nahen Osten, Afrika, Asien, der GUS und Europa exportiert.
Avangard verfügt als vertikal integriertes Unternehmen über 19 Legebatterien, drei Brütereien, zehn Aufzuchtfarmen, sechs Futtermühlen, drei Lagerhäuser und eine Eitrocknungsanlage.
Das Unternehmen wurde im Jahr 2003 von Oleh Bachmatjuk (Oleg Bakhmatyuk) durch Übernahme einer bestehenden Legehennenanlage gegründet. Er war zuvor beim staatlichen Ölkonzern Naftohas tätig.
Die Aktie des Unternehmens ist seit 2010 an der Londoner Börse notiert. Größter Anteilhalter ist die vom Gründer kontrollierte UkrLandfarming PLC, zweitgrößter Anteilhalter die ebenfalls von Bachmatjuk kontrollierte Omtron Ltd.

## Belege
1. ↑  WorldPoultry - Ranking the world's major egg producers
2. ↑  Offizielle Webseite
3. ↑  Oleg Bakhmatyuk. In: forbes.com. 11. Januar 2024, abgerufen am 17. Februar 2024 (englisch).
4. ↑  Shareholder structure